# Koka Sastra
(Koka Sastra, XII libro)

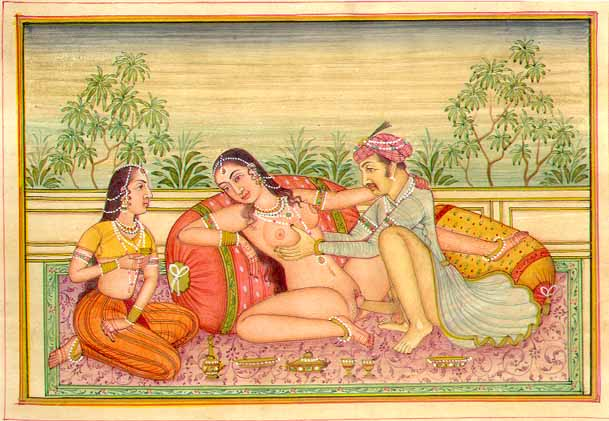
Atto sessuale (tratto dal Kāma Sūtra)

Il Koka Sastra (oppure Ratirahasya, traduzione: "Segreti d'amore") è un libro sulle arti amatorie indiane, uno dei più significativi del genere, scritto da Kokkoka nel 12-13 d.C. 
Rati è la moglie del dio dell'amore Kama (o Kamadeva). Rati in lingua indiana significa "copulare". In questa cultura, il ruolo della donna rispetto all'uomo nell'atto sessuale è dominante.

## Il libro
Questo popolare testo nei secoli è stato tradotto in svariate lingue; arabo, persiano, turco ma anche italiano, tedesco ed inglese.
A differenza del Kamasutra, questo testo tratta anche dei quattro tipi di donna (Padmini, Chitrini, Shankini e Hastini) o l'elenco dei giorni e delle ore in cui le varie categorie di donna sono ricettive all'amore.
Così come per il Kama Sutra, esistono numerosi commenti di questo testo. Questi sono i Janavashya di Kalla Rasa (XV secolo d.C.), l'Ananga Ranga del poeta Kalyāṇamalla (XV o XVI secolo d.C.), Panchasayaka di Jyotirisha (XIII o XIV secolo d.C.), Ratiratnapradipika di Praudha Devaraja, Maharaja di Vijayanagar (XV secolo d.C.).

## Capitoli
I capitoli (nella traduzione tedesca di Ratirahasya dal Prof. Dr. S. Leonard) sono:
- Parte 1 - Introduzione
- Parte 2 - Dei tipi fondamentali di donne
- Parte 3 - Dalla maniglia dell'amore in conformità con le fasi lunari
- Parte 4 - Dei vari tipi
- Parte 5 - Da tratti generali
- Parte 6 - Dalla conoscenza dei paesi
- Parte 7 - Degli abbracci
- Parte 8 - Dei baci
- Parte 9 - Della nudità maschile
- Parte 10 -
- Parte 11 - Dei rapporti sessuali
- Parte 12 - Come guadagnare la fiducia di una ragazza
- Parte 13 - Da moglie
- Parte 14 - Le donne straniere
- Parte 15 -
- Parte 16 - Ricette e pratiche